# Бондаренко, Евгений Степанович
Евге́ний Степа́нович Бондаре́нко (14 марта 1923 — 21 ноября 1998, Электросталь, Московская область, Россия) — советский государственный и хозяйственный деятель, инженер-металлург. Лауреат Государственной премии СССР (1972). Кавалер двух орденов Трудового Красного Знамени.

## Биография
Родился 14 марта 1923 года.
Окончил Московский институт стали и сплавов (МИСиС). С 1947 года начал трудовую деятельность, прошёл путь от мастера до директора на Электростальском заводе тяжёлого машиностроения (ЭЗТМ). Член ВКП(б) с 1950 года.
В 1947—1983 годах занимал различные должности:
- мастер;
- заместитель начальника цеха;
- секретарь парткома;
- директор ЭЗТМ;
- сотрудник Комитета по материально-техническому снабжению при Совете Министров СССР.

В 1972 году в составе коллектива удостоен Государственной премии СССР в области техники — за создание и широкое внедрение новых технологических процессов и станов винтовой прокатки для производства горячекатаных труб.
Избирался депутатом Верховного Совета РСФСР 8-го созыва.
Скончался 21 ноября 1998 года. Похоронен в Электростали на Новом кладбище (участок № 11).

## Семья
Супруга — Сулковская Раиса Юлиановна (06.04.1923 — 10.01.2020), начальник бюро стального литья ОГМ ЭЗТМ.

## Патенты
- Разгрузочная камера к агрегату для прокатки трубных заготовок (1974 год)
- Рабочая клеть стана холодной прокатки труб (1975 год)
- Двухпоточный рычажно-зубчатый механизм неравномерного вращения валков пильгерстана (1975 год)
- Подшипниковый узел (1975 год)
- Поточная линия для производства сплошных и полых периодических профилей (1991 год)
- Способ пильгерной прокатки труб (1976 год)
- Устройство для преобразования равномерного вращения в неравномерное (1976 год)
- Пильгерстан для прокатки труб неравномерно вращающимися валками (1977 год)
- Способ гидродинамических исследований скважин и пластов (1982 год)[1]